# Campeonato da Europa de Atletismo de 2014 - Revezamento 4x400 m masculino
A prova dos 4 x 400 metros estafetas masculino do Campeonato da Europa de Atletismo de 2014 foi disputada entre os dias 16 e 17 de agosto de 2014 no Estádio Letzigrund em Zurique, na Suíça. 

## Recordes
Antes desta competição, os recordes mundiais e do campeonato nesta prova eram os seguintes:
|                       | Nome                                                          | Nacionalidade  | Tempo   | Local     | Data                  |
| --------------------- | ------------------------------------------------------------- | -------------- | ------- | --------- | --------------------- |
| Recorde mundial       | (Andrew Valmon, Quincy Watts Butch Reynolds, Michael Johnson) | Estados Unidos | 2m54s29 | Estugarda | 22 de agosto de 1993  |
| Recorde do campeonato | (Paul Sanders, Kriss Akabusi John Regis, Roger Black)         | Reino Unido    | 2m58s22 | Split     | 1 de setembro de 1990 |
| Recorde europeu       | (Iwan Thomas, Jamie Baulch Mark Richardson, Roger Black)      | Reino Unido    | 2m56s60 | Atlanta   | 3 de agosto de 1996   |

## Medalhistas
| Ouro | Prata | Bronze                                                          |
| Reino Unido · Martyn Rooney · Michael Bingham · Conrad Williams · Matthew Hudson-Smith · Nigel Levine* · Rabah Yousif* | Polónia · Rafał Omelko · Kacper Kozłowski · Łukasz Krawczuk · Jakub Krzewina · Michał Pietrzak* · Andrzej Jaros* | França Mame-Ibra Anne Teddy Venel Mamoudou Hanne Thomas Jordier |

(*) Disputaram apenas as baterias

## Cronograma
Todos os horários são locais (UTC+2).
| Data         | Hora  | Evento  |
| ------------ | ----- | ------- |
| 16 de agosto | 16:48 | Bateria |
| 17 de agosto | 15:42 | Final   |

## Resultados

### Bateria
Qualificação: 3 atletas de cada bateria (Q) mais os 2 melhores qualificados (q). 
| Posição | Bateria | Raia | Nacionalidade | Atletas                                                             | Tempo   | Notas                |
| ------- | ------- | ---- | ------------- | ------------------------------------------------------------------- | ------- | -------------------- |
| 1       | 1       | 1    | Reino Unido   | Nigel Levine Michael Bingham Rabah Yousif Martyn Rooney             | 3:00.65 | Q                    |
| 2       | 1       | 5    | França        | Mame-Ibra Anne Teddy Venel Mamoudou Hanne Thomas Jordier            | 3:00.80 | Q,                   |
| 3       | 1       | 3    | Alemanha      | Thomas Schneider Miguel Rigau David Gollnow Jonas Plass             | 3:02.41 | Q,                   |
| 4       | 2       | 5    | Polónia       | Michał Pietrzak Kacper Kozłowski Andrzej Jaros Rafał Omelko         | 3:03.52 | Q,                   |
| 5       | 2       | 2    | Irlanda       | Brian Gregan Brian Murphy Richard Morrissey Thomas Barr             | 3:03.57 | Q,                   |
| 6       | 2       | 7    | Bélgica       | Julien Watrin Antoine Gillet Michaël Bultheel Kevin Borlée          | 3:03.83 | q                    |
| 7       | 1       | 4    | Chéquia       | Jan Tesař Daniel Němeček Michal Desenský Patrik Šorm                | 3:04.07 | q,                   |
| 8       | 2       | 8    | Espanha       | Pau Fradera Samuel García Lucas Bua Mark Ujakpor                    | 3:04.68 | Recorde da temporada |
| 9       | 1       | 2    | Itália        | Davide Re Michele Tricca Lorenzo Valentini Matteo Galvan            | 3:04.74 | Recorde da temporada |
| 10      | 1       | 7    | Países Baixos | Bjorn Blauwhof Terrence Agard Obed Martis Liemarvin Bonevacia       | 3:05.93 |                      |
| 11      | 2       | 3    | Turquia       | Batuhan Altıntaş Halit Kiliç İlham Tanui Özbilen Yavuz Can          | 3:07.68 |                      |
| 12      | 1       | 8    | Dinamarca     | Festus Asante Andreas Bube Nick Ekelund-Arenander Nicklas Hyde      | 3:08.12 |                      |
| 13      | 2       | 6    | Suíça         | Silvan Lutz Daniele Angelella Philipp Weissenberger Johannes Wagner | 3:08.63 | Recorde da temporada |
| 14      | 2       | 1    | Croácia       | Staša Vrhovec Mateo Kovačić Yann Eloi Senjarić Mateo Ružić          | 3:12.73 |                      |
| 15      | 1       | 6    | Ucrânia       | Vitaliy Butrym Yevhen Hutsol Danylo Danylenko Volodymyr Burakov     | DSQ     | R 163.2              |
| —       | 2       | 4    | Rússia        | Nikita Uglov Pavel Ivashko Pavel Trenikhin Vladimir Krasnov         | 3:03.19 | DSQ Doping           |

### Final
| Posição           | Raia | Nacionalidade | Atletas                                                            | Tempo   | Notas                |
| ----------------- | ---- | ------------- | ------------------------------------------------------------------ | ------- | -------------------- |
| Medalha de ouro   | 5    | Reino Unido   | Conrad Williams Matthew Hudson-Smith Michael Bingham Martyn Rooney | 2:58.79 | EL                   |
| Medalha de prata  | 4    | Polónia       | Rafał Omelko Kacper Kozłowski Łukasz Krawczuk Jakub Krzewina       | 2:59.85 | Recorde da temporada |
| Medalha de bronze | 6    | França        | Mame-Ibra Anne Teddy Venel Mamoudou Hanne Thomas Jordier           | 2:59.89 | Recorde da temporada |
| 4                 | 8    | Irlanda       | Brian Gregan Mark English Richard Morrissey Thomas Barr            | 3:01.67 | Recorde nacional     |
| 5                 | 7    | Alemanha      | Kamghe Gaba Miguel Rigau Jonas Plass Thomas Schneider              | 3:01.70 | Recorde da temporada |
| 6                 | 2    | Bélgica       | Julien Watrin Kevin Borlée Michaël Bultheel Stef Vanhaeren         | 3:02.60 | Recorde da temporada |
| 7                 | 1    | Chéquia       | Jan Tesař Daniel Němeček Michal Desenský Patrik Šorm               | 3:04.56 |                      |
| —                 | 3    | Rússia        | Maksim Dyldin Pavel Ivashko Nikita Uglov Vladimir Krasnov          | 2:59.38 | Doping               |

Legenda
| Recorde mundial       | Recorde mundial (World record)               |                       | Recorde africano                      | Recorde africano (African) |                                           | Q | Classificado por posição (Qualified) |
| Recorde do campeonato | Recorde do campeonato (Championship record)  | Recorde da América    | Recorde da América (Americas)         | q                          | Classificado por melhor tempo (Qualified) |   |                                      |
| Melhor marca do ano   | Melhor marca do ano (World leading)          | Recorde asiático      | Recorde asiático (Asian)              | DNS                        | Não largou (Did not start)                |   |                                      |
| Recorde nacional      | Recorde nacional (National record)           | Recorde europeu       | Recorde europeu (European)            | DNF                        | Não terminou (Did not finish)             |   |                                      |
| Recorde pessoal       | Recorde pessoal do atleta (Personal best)    | Recorde da Oceania    | Recorde da Oceania (Oceania)          | DSQ / DQ                   | Desclassificado (Disqualified)            |   |                                      |
| Recorde da temporada  | Recorde da temporada do atleta (Season best) | Recorde sul-americano | Recorde sul-americano (South America) | NM                         | Sem marca (No mark)                       |   |                                      |